# Piotr Kriese
 Piotr Maciej Kriese  – generał dywizji Wojska Polskiego; komendant Centrum Szkolenia Wojsk Lądowych (2012–2014; 2015–2020); dowódca 20 Brygady Zmechanizowanej (2020–2022); od 29 lipca 2022 Inspektor Szkolenia Dowództwa Generalnego Rodzajów Sił Zbrojnych.

## Życiorys

### Wykształcenie
Piotr Kriese jest absolwentem Wyższej Szkoły Oficerskiej Wojsk Pancernych w Poznaniu (1991); studia dyplomowe w Akademii Obrony Narodowej (2000); Podyplomowe Studium Operacyjno-Strategiczne (2000); Podyplomowe Studia Polityki Obronnej w Akademii Obrony Narodowej (2015).

### Służba wojskowa
We wrześniu 1987 podjął studia wojskowe jako podchorąży Wyższej Szkoły Oficerskiej Wojsk Pancernych, które ukończył w 1991 uzyskując dyplom inżyniera – dowódcy. W sierpniu tego roku był promowany na pierwszy stopień oficerski – podporucznika. Służbę zawodową rozpoczął w jednostkach garnizonu Trzebiatów na stanowisku dowódcy plutonu, a następnie dowódcy kompanii czołgów. W 1998 został skierowany na studia w Akademii Obrony Narodowej w Warszawie, po czym po ich ukończeniu w 2000 został wyznaczony na stanowisko dowódcy batalionu czołgów, a następnie szefa sekcji operacyjnej w 36 Brygadzie Zmechanizowanej w Trzebiatowie. 

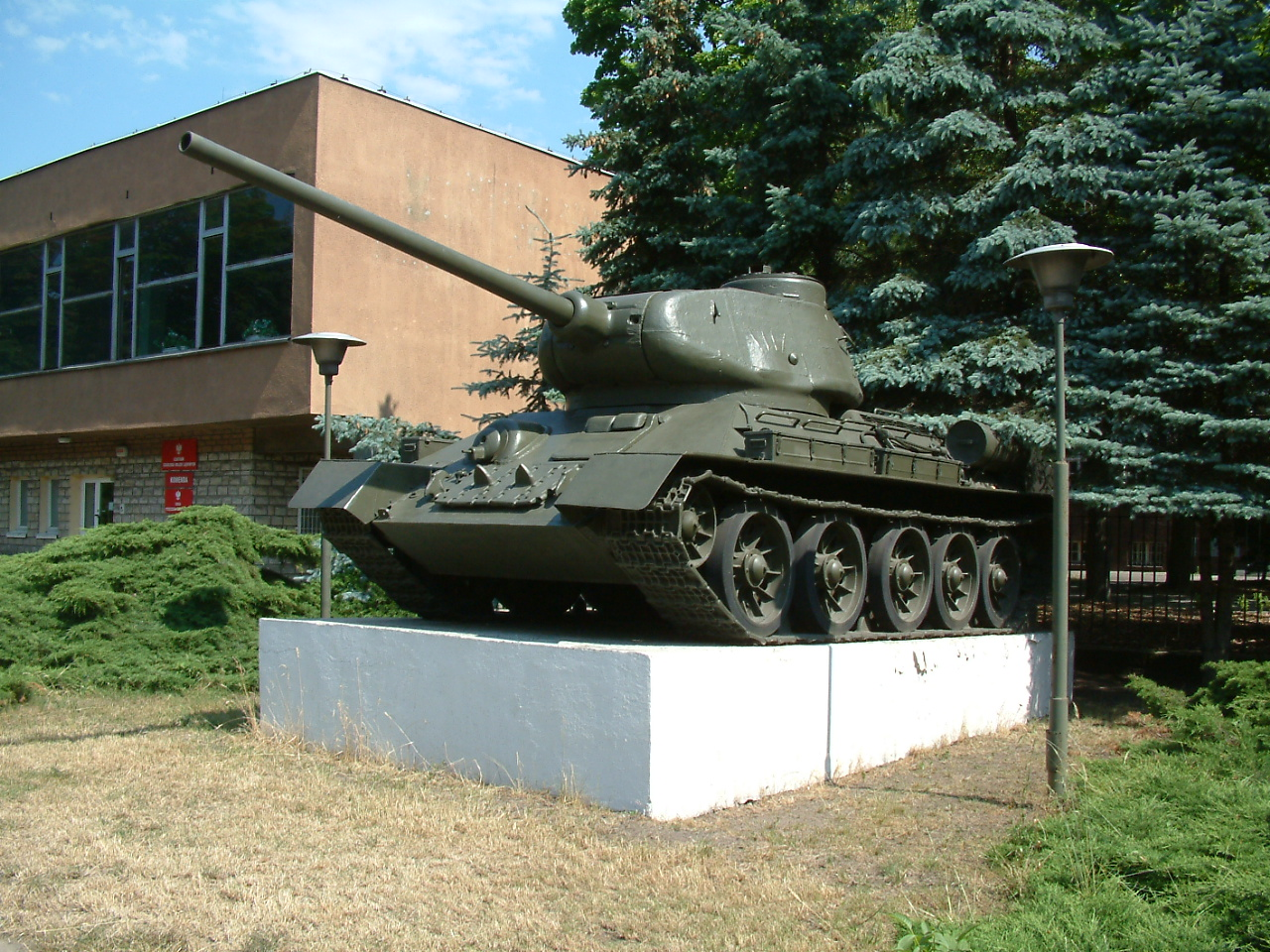
Komendant CSWL od 2012 do 2020

W 2004 został wyznaczony na szefa sztabu 36 BZ, którym był do 2007. Od 6 lutego 2006 do 18 lipca uczestniczył w misji Międzynarodowych Sił Stabilizacyjnych w ramach VI zmiany Polskiego Kontyngentu Wojskowego w Republice Iraku. 17 października 2008, po ukończeniu Podyplomowych Studiów Operacyjno-Strategicznych, objął obowiązki zastępcy dowódcy 7 Brygady Obrony Wybrzeża w Słupsku. 4 kwietnia 2012 został pożegnany przez dowódcę 7 BOW płk. Sławomira Kowalskiego. Następnie objął obowiązki szefa oddziału planowania i koordynacji w  Dowództwie Wojsk Lądowych. Z dniem 1 października 2012 objął stanowisko komendanta Centrum Szkolenia Wojsk Lądowych w Poznaniu. W 2014 został skierowany na Podyplomowe Studia Polityki Obronnej w Akademii Obrony Narodowej po ukończeniu których 7 lipca 2015 w obecności Inspektora szkolenia DGRSZ gen. bryg. Andrzeja Danielewskiego ponownie objął stanowisko komendanta CSWL w Poznaniu od ppłk. Romana Narożnego. Od 12 grudnia 2018 do 6 czerwca 2019 był dowódcą IX zmiany Polskiego Kontyngentu Wojskowego RSM w Afganistanie. 20 marca 2020 minister obrony narodowej Mariusz Błaszczak wyznaczył go na stanowisko dowódcy 20 Brygady Zmechanizowanej.
27 marca 2020, będąc na stanowisku komendanta CSWL przez ponad 7 lat, został pożegnany w Poznaniu przez szefa sztabu Dowództwa Generalnego Rodzajów Sił Zbrojnych gen. bryg. Piotra Malinowskiego, po czym skierowany do Bartoszyc objął dowodzenie 20 BZ. 15 sierpnia 2021 prezydent RP Andrzej Duda mianował go na stopień generała brygady. 29 lipca 2022 minister obrony narodowej Mariusz Błaszczak wyznaczył go na Inspektora Szkolenia Dowództwa Generalnego Rodzajów Sił Zbrojnych. 

## Awanse
- podporucznik – 1991[2]

(...)
- generał brygady – 15 sierpnia 2021[9]
- generał dywizji – 14 sierpnia 2024[10]

## Ordery, odznaczenia i wyróżnienia
- Wojskowy Krzyż Zasługi z Mieczami – 2020[1]
- Gwiazda Iraku
- Gwiazda Afganistanu
- Pamiątkowy Ryngraf (od Szefa Sztabu Generalnego WP gen. broni Rajmunda Andrzejczaka podczas wizyty w Afganistanie 12 kwietnia 2019) – 2019[11]
- Medal Zasłużony dla Miasta Mława – 2022[12]
- Wojskowa Odznaka Sprawności Fizycznej I stopnia
- Odznaka Honorowa Wojsk Lądowych
- Odznaka pamiątkowa 20 Brygady Zmechanizowanej – 2020, ex officio

i inne